# Háďátko borové
Háďátko borové (Bursaphelenchus xylophilus) je hlístice parazitující na borovicích a jiných jehličnatých stromech.

## EPPO kód
BURSXY

## Synonyma
Podle EPPO je pro organismus s označením Bursaphelenchus xylophilus používáno více rozdílných názvů, například Aphelenchoides xylophilus nebo Bursaphelenchus lignicola.

## Zeměpisné rozšíření
Háďátko borové se vyskytuje v Evropě, Severní Americe a v Asii. Předpokládá se původ ve Spojených státech.  V Evropě je přítomné ve Francii, Finsku, Německu, Nizozemsku, Norsku, Švédsku a Velké Británii. V ČR je háďátko borové registrováno jako karanténní organismus.

## Popis
Háďátko borové je hlístice o velikosti 0,5 - 0,8 mm s korunovým tvarem hlavy a ústním bodcem.

## Příznaky
Hostitelskými rostlinami je borovice a ostatní jehličnany. Rod borovice např.
- borovice lesní (Pinus sylvestris)[2]
- borovice Bungeova (Pinus bungeana)
- borovice hustokvětá (Pinus densiflora)
- borovice Thunbergova (Pinus thunbergii)
- borovice černá (Pinus nigra)

Z dalších jehličnanů rod modřín, jedle, smrk.
Invaze háďátka se projeví náhlým vadnutím jednotlivých větví nebo i celých dřevin. Jehlice blednou, rychle reziví a běl dřeva zmodrá. Zmodrání je vhodným symptomem dřeva při absenci hmyzu, který přenáší houbové choroby, jenž jinak tento symptom způsobují. K úhynu dřeviny dochází po třech týdnech od napadení.  Po několika dnech máčení dřeva ze stromu s příznaky ve vodě, jsou larvy vyplaveny ze dřeva do vody. Detekovat přítomnost hlístic lze rovněž pomocí metod běžně používaných k extrakci hlístic.
Napadení většinou vede k úhynu napadené dřeviny. Předpokládá se že bude vážným problémem ve všech oblastech, kde jsou borovice pěstovány jako vánoční stromky, parkové a lesní dřeviny.
Patogen se šíří z dřevěných palet a neošetřeného dřeva. Vývoj a přenos patogena je úzce spjat s tesaříky rodu Monochamus. Poškození borovic způsobené háďátkem je možné zaměnit za napadení kozlíčky či za fyziologickou sypavku nebo namrznutí dřevin.
Prevencí nákazy je vhodné ošetření dřeva a dřevěných výrobků. Háďátko borové je v Česku karanténní druh, výrobky v nichž je obsažen podléhají omezení importu do ČR.
Ochrana rostlin spočívá v okamžitém pokácení a spálení napadených dřevin.